# Ondřej Uherský
Ondřej Uherský (maďarsky András, ukrajinsky Андрій Андрійович, 1210? – 1233/1234?, Halič) byl haličský a zvenigorodský kníže z dynastie Arpádovců. Celý život strávil bojem o Haličské knížectví.
Narodil se jako nejmladší syn krále Ondřeje II. a Gertrudy, dcery meranského vévody Bertolda. Původně byl zasnouben s Isabelou, dcerou arménského krále Lva, s tím, že po jeho skonu nastoupí na trůn. Okolo roku 1219 se oženil s Helenou Marií, nejmladší dcerou knížete Mstislava Udatného, a získal tak od tchána Přemyšl a Haličské knížectví, které původně patřilo jeho staršímu bratrovi Kolomanovi. O Halič jej na výzvu místních pánů připravil Daniel Haličský, po dobytí města jej propustil a ani uherské armádě se nepodařilo situaci zvrátit. Příchozí vojsko sklátila epidemie. Roku 1231 se Ondřejovi za vojenské podpory otce a bratra Bély podařilo Halič znovu získat. Zemřel zřejmě roku 1234  v obležené Haliči.